# Фултон (Вісконсин)
Фултон (англ. Fulton) — місто (англ. town) в США, в окрузі Рок штату Вісконсин. Населення — 3580 осіб (2020).

## Демографія
Згідно з переписом 2010 року, у місті мешкали 3252 особи в 1281 домогосподарстві у складі 975 родин. Було 1537 помешкань
Расовий склад населення:
| - 96,7 % — білих - 0,3 % — корінних американців - 0,3 % — азіатів - 0,2 % — чорних або афроамериканців - 1,4 % — осіб інших рас |

До двох чи більше рас належало 1,1 %. Частка іспаномовних становила 2,9 % від усіх жителів.
За віковим діапазоном населення розподілялося таким чином: 22,4 % — особи молодші 18 років, 61,5 % — особи у віці 18—64 років, 16,1 % — особи у віці 65 років та старші. Медіана віку мешканця становила 45,2 року. На 100 осіб жіночої статі у місті припадало 106,5 чоловіків;  на 100 жінок у віці від 18 років та старших — 103,2 чоловіків також старших 18 років.
Середній дохід на одне домашнє господарство  становив 95 411 долар США (медіана — 76 815), а середній дохід на одну сім'ю — 86 312 долари (медіана — 78 889). Медіана доходів становила 73 777 доларів для чоловіків та 37 484 долари для жінок. За межею бідності перебувало 2,2 % осіб, у тому числі 0,0 % дітей у віці до 18 років та 2,1 % осіб у віці 65 років та старших.
Цивільне працевлаштоване населення становило 1600 осіб. Основні галузі зайнятості: освіта, охорона здоров'я та соціальна допомога — 26,8 %, виробництво — 25,4 %, будівництво — 10,4 %, роздрібна торгівля — 8,6 %.